# Сахно, Николай Иванович
Николай Иванович Сахно (1 января 1925 — 18 мая 2002) — разведчик взвода пешей разведки 272-го гвардейского стрелкового полка 90-й гвардейской Витебской стрелковой дивизии 6-й гвардейской армии, 22-го гвардейского стрелкового корпуса 4-й ударной армии 1-го Прибалтийского фронта, гвардии рядовой, участник Великой Отечественной войны, кавалер ордена Славы трёх степеней.

## Биография

### Начальная биография
Родился 1 января 1925 года в селе Семёнов Яр (ныне Богодуховский район Харьковской области Украины) в семье рабочего. Украинец. С октября 1941 по март 1943 года находился на временно оккупированной противником территории.

### Подвиг
В Красной армии и на фронте в Великую Отечественную войну с марта 1943 года.
16 декабря 1943 года танки с десантами пехоты 90-й гвардейской стрелковой дивизии вышли к станции Бычиха, где соединились с частями 11-й гвардейской армии, чем завершили окружение противника. Гвардии рядовой Сахно участвовал в ликвидации «котла» и пленении до 40 гитлеровцев. В последующие дни он с боями вышел на железную дорогу Витебск - Полоцк.
За отличие в Городокской операции Сахно был награждён медалью «За отвагу».
Разведчик взвода пешей разведки 272-го гвардии стрелкового полка (90-я гвардейская стрелковая дивизия, 22-й гвардейский стрелковый корпус, 1-й Прибалтийский фронт) гвардии рядовой Сахно вместе с товарищами 18 марта 1944 года провели настоящую разведку боем. Необходимы были сведения о вражеской обороне по линии межозёрного дефиле Свибло — Островно - Матысово - Усвечье. Гвардии рядовой Сахно входил в группу захвата. Пока товарищи завязали бой за деревню Рог юго-западнее Свибло, Сахно с напарником незаметно пробрались к вражеской траншее. Когда часть фашистов бросилась на помощь своим в деревню, Сахно под покровом темноты проник в траншею и ворвался в блиндаж. Застрелив 4-х гитлеровцев из автомата, он взял находившегося там унтер-офицера в плен, который после доставки в расположение наших войск дал очень ценные сведения о схеме и составе вражеской обороны в Себежском межозёрье.
Приказом командира 90-й гвардейской стрелковой дивизии от 19 марта 1944 года гвардии рядовой Сахно Николай Иванович награждён орденом Славы 3-й степени.
Командир отделения роты автоматчиков гвардии сержант Сахно при прорыве вражеской обороны в районе д. Карташи (10 км. северо-западнее г. Шумилино Витебской области) 22.6.1944 года с отделением внезапно атаковал гитлеровцев и заставил их поспешно отступить, понеся потери. При преследовании врага разведчики ворвались в д. Борсуки (Витебской области), истребили несколько фашистов.
28.6.1944 года, отражая контратаки противника, отделение во главе с Сахно уничтожило около 10 солдат и офицеров.
После начала широкого наступления и завоевания плацдармов на западном берегу реки Западная Двина, эти плацдармы стали контратаковать большие силы противника. Целый день 28 июня 1944 года на двинском плацдарме отделение Сахно отражало вражеские атаки и уничтожило до 15 гитлеровцев.
Приказом по 6-й гвардейской армии от 11 сентября 1944 года гвардии сержант Сахно Николай Иванович награждён орденом Славы 2-й степени.
30 августа 1944 года отделение Сахно участвовало в разведывательном бое у деревни Риспутри, что в 20 километрах северо-западнее города Биржай. Сам командир отделения в ходе боя подполз к вражеской траншее и забросал гранатами пулемётный расчёт. В рукопашной схватке его бойцы уничтожили свыше 10 гитлеровцев и 1 захватили в плен. За этот бой гвардии сержант Сахно был представлен к награде.
Указом Президиума Верховного Совета СССР от 24 марта 1945 года гвардии сержант Сахно Николай Иванович награждён орденом Славы 1-й степени (№ 622). Стал полным кавалером ордена Славы.
В боях за Ригу гвардии сержант Сахно был тяжело ранен и до декабря 1944 года лечился в армейском госпитале, после чего врачебной комиссией был признан не годным к воинской службе. В том же декабре 1944 года демобилизован.      

### После войны
Жил в Харькове. Окончил автомобильный техникум. Работал на заводе.
Участник Парада Победы 1985 года.
Умер 18 мая 2002 года. Похоронен на кладбище № 2 в Харьков.

## Награды
- орден Отечественной войны I степени (11.03.1985)[4]
- орден Славы I степени(27.06.1945)[5]
- орден Славы II степени(30.04.1944)[6]
- орден Славы III степени (30.04.1944)[7]
  - медали, в том числе:
  - За отвагу (4.1.1944)[3]
  - За боевые заслуги (22.11.1943)[8]
  - «За победу над Германией в Великой Отечественной войне 1941—1945 гг.» (1945)[9]

## Память
- На могиле Героя установлен надгробный памятник.
- Увековечен на сайте МО РФ «Дорога памяти»[10].